# Xyletinastes
Xyletinastes is een monotypisch geslacht van kevers uit de familie van de klopkevers (Anobiidae).

## Soort
- Xyletinastes basilewskyi Español, 1966